# 18830 Pothier
18830 Pothier (1999 NZ35) là một tiểu hành tinh vành đai chính được phát hiện ngày 14 tháng 7 năm 1999 bởi nhóm nghiên cứu tiểu hành tinh gần Trái Đất phòng thí nghiệm Lincoln ở Socorro.